# اردن دومینگز
اردن دومینگز (انگلیسی: Jordan Domínguez؛ زادهٔ ۳۱ ژانویهٔ ۱۹۹۵) بازیکن فوتبال اهل اسپانیا است.
از باشگاه‌هایی که در آن بازی کرده‌است می‌توان به باشگاه فوتبال رئال مورسیا اشاره کرد.